# Setmelanotid
Setmelanotid (Imcivree, Hersteller Rhythm Pharmaceuticals) ist ein Arzneistoff zur Behandlung von Adipositas und zur Kontrolle des Hungergefühls, das durch bestimmte genetische Erkrankungen verursacht wird, nämlich dem Bardet-Biedl-Syndrom (BBS), Pro-Opiomelanocortin (POMC)-Mangel und Leptin-Rezeptor (LEPR)-Mangel. Es ist der erste zugelassene Vertreter („First-in-class“) einer vergleichsweise neuen Wirkstoffklasse. Setmelanotid ist ein α-MSH-Mimetikum, resp. selektiver Melanocortin-4-Rezeptor (MC4R)-Agonist. Patienten mit POMC- oder LEPR-Mangel haben ständig Hunger und entwickeln daher schon im Kindesalter eine Adipositas.
Setmelanotid hat Orphan-Drug-Status, d. h.: es ist ein Arzneimittel gegen eine seltene Krankheit. Imcivree ist sowohl in den USA als auch innerhalb der EU zugelassen.

## Anwendungsgebiete
Imcivree wird angewendet bei Erwachsenen und Kindern ab 2 Jahren zur Behandlung von Adipositas und zur Kontrolle des Hungergefühls im Zusammenhang mit genetisch bestätigtem Bardet-Biedl-Syndrom (BBS), durch Funktionsverlustmutationen bedingtem biallelischem Proopiomelanocortin (POMC)-Mangel (einschließlich PCSK1) oder biallelischem Leptinrezeptor (LEPR)-Mangel.

## Gegenanzeigen und Nebenwirkungen
Die häufigsten Nebenwirkungen sind Hyperpigmentierungsstörungen (56 %), Reaktionen an der Injektionsstelle (45 %), Übelkeit (31 %) und Kopfschmerzen (20 %).

## Wirkungsmechanismus
Personen mit POMC-Mangel haben niedrige Konzentrationen von Pro-Opiomelanocortin, einer Substanz, die in mehrere Hormone umgewandelt wird, einschließlich des Melanozyten-stimulierenden Hormons (MSH). Niedrige MSH-Spiegel führen zu einem Verlust des Sättigungsgefühls nach dem Essen. Bei Menschen mit LEPR-Mangel und BBS wirkt der Rezeptor für das Hormon Leptin nicht richtig, so dass Signale an die Nerven, die für das Sättigungsgefühl sorgen und Hungergefühle kontrollieren, nicht gesendet werden können. Personen mit POMC- und LEPR-Mangel und BBS fühlen sich kontinuierlich hungrig und nehmen schnell an Gewicht zu. Setmelanotid bindet an und aktiviert einen Rezeptor namens Melanocortin-Rezeptor 4, der normalerweise durch Leptin und MSH aktiviert wird, wodurch nach dem Essen ein Sättigungsgefühl gefördert wird. Durch die direkte Bindung an diesen Rezeptor wird davon ausgegangen, dass Imcivree die übermäßige Nahrungsaufnahme und so die Adipositas reduziert.

## Sonstige Informationen

### Geschichtliches / Zulassungen
Setmelanotid hat Orphan-Drug-Status, das heißt es ist ein Arzneimittel gegen eine seltene Krankheit. In den USA wurde Imcivree im November 2020 zugelassen. Die Zulassung innerhalb der EU erfolgte im Juli 2021.

### Frühe Nutzenbewertung
Der Gemeinsame Bundesausschuss (G-BA) attestiert dem Wirkstoff Setmelanotid (für POMC- und PEPR-Mangel) im Rahmen der frühen Nutzenbewertung von Arzneimitteln nach § 35a SGB V einen „Anhaltspunkt für einen nicht quantifizierbaren Zusatznutzen, weil die wissenschaftliche Datengrundlage eine Quantifizierung nicht zulässt.“

### Verordnungsfähigkeit
Im April 2023 wurde die Verordnungsfähigkeit von Setmelanotid (als Ausnahme im Zusammenhang mit genetisch bestätigtem, durch Funktionsverlustmutationen bedingtem biallelischem Proopiomelanocortin (POMC)-Mangel (einschließlich PCSK1) oder biallelischem Leptinrezeptor (LEPR)-Mangel, oder genetisch bestätigtem Bardet-Biedl-Syndrom bei Erwachsenen und Kindern ab 6 Jahren) seitens des G-BA beschlossen.